# Specie di Linyphiidae
L'elenco esaustivo delle specie della famiglia di aracnidi Linyphiidae è alquanto lungo.
Si è provveduto a dividerlo nella seguenti sottopagine:
- Per le specie incluse in generi che hanno per iniziale dalla lettera A alla lettera E: Specie di Linyphiidae (A-E)
- Per le specie incluse in generi che hanno per iniziale dalla lettera F alla lettera L: Specie di Linyphiidae (F-L)
- Per le specie incluse in generi che hanno per iniziale dalla lettera M alla lettera P: Specie di Linyphiidae (M-P)
- Per le specie incluse in generi che hanno per iniziale dalla lettera R alla lettera Z: Specie di Linyphiidae (R-Z)